# 바이스타아 베터런스 메모리얼 아레나
바이스타아 베터런스 메모리얼 아레나(VyStar Veterans Memorial Arena)은 미국 플로리다주 잭슨빌에 위치한 실내 경기장이다. 과거 SPHL 잭슨빌 바라쿠다스의 홈경기장으로 사용했다.